# Чемпионат мира по плаванию в ластах 2018
Чемпионат мира по плаванию в ластах 2018 прошёл с 14 по 21 июля 2018 года в сербской столице — городе Белград. В соревнованиях приняли участие более 400 спортсменов из 38 стран.

## Награды

### Мужчины
| Дисциплина                  | Золото | Золото     | Серебро                       | Серебро  | Бронза                        | Бронза   |
| --------------------------- | --- | ---------- | ----------------------------- | -------- | ----------------------------- | -------- |
| 50 м в ластах               | Лукас Каретзопулос · Греция | 15.54      | Алексей Казанцев · Россия     | 15.77    | Павел Кабанов · Россия        | 15.85    |
| 100 м в ластах              | Александр Безмен · Беларусь | 35.03      | Дмитрий Журман · Россия       | 35.34    | Мальте Штриглер · Германия    | 35.54    |
| 200 м в ластах              | Дмитрий Журман · Россия | 1:21.22    | Александр Безмен · Беларусь   | 1:21.24  | Хуан Окампо · Колумбия        | 1:21.26  |
| 400 м в ластах              | Адам Букор · Венгрия | 2:58.22    | Стефано Фиджини · Италия      | 3:00.45  | Алексей Захаров · Украина     | 3:00.70  |
| 800 м в ластах              | Алексей Захаров · Украина | 6:19.39    | Адам Букор · Венгрия          | 6:20.72  | Лю Нгуэн Дюк Там · Вьетнам    | 6:29.12  |
| 1500 м в ластах             | Александр Одиноков · Украина | 12:20.64   | Адам Букор · Венгрия          | 12:22.76 | Алексей Шафигулин · Россия    | 12:23.35 |
| 50 м в классических ластах  | Христос Бониас · Греция | 18.85      | Алексей Федькин · Россия      | 19.05    | Данило Колодяжный · Украина   | 19.33    |
| 100 м в классических ластах | Данило Колодяжный · Украина | 41.79      | Алексей Федькин · Россия      | 41.93    | Дмитрий Гаврилов · Беларусь   | 42.15    |
| 200 м в классических ластах | Евгений Степанчук · Украина | 1:35.74    | Дмитрий Курако · Россия       | 1:36.07  | Лев Штрайх · Россия           | 1:36.12  |
| 400 м в классических ластах | Дмитрий Курако · Россия | 3:29.36 WR | Владимир Сидоров · Россия     | 3:29.58  | Максанс Паздур · Франция      | 3:34.91  |
| ныряние на 50 м             | Владимир Журавлёв · Россия | 14.24      | Павел Кабанов · Россия        | 14.31    | Ли Кван Хо · Республика Корея | 14.35    |
| 100 м с аквалангом          | Ли Кван Хо · Республика Корея | 32.16      | Ким Та Кюн · Республика Корея | 32.17    | Тон Чженбо · Китай            | 32.35    |
| 400 м с аквалангом          | Тон Чженбо · Китай | 2:44.02    | Денис Грубник · Украина       | 2:48.37  | Риккардо Кампана · Италия     | 2:49.09  |
| эстафета 4×100 м            | Павел Кабанов (36.67) · Вячеслав Носков (35.05) · Владимир Журавлёв (34.81) · Дмитрий Журман (34.44) · Алексей Казанцев[a] · Николай Резников[a] · Россия        | 2:20.97    | Республика Корея              | 2:21.91  | Италия                        | 2:23.09  |
| эстафета 4×100 м            | Вячеслав Носков (1:22.21) · Алексей Шафигулин (1:22.42) · Николай Резников (1:23.03) · Дмитрий Журман (1:20.35) · Евгений Смирнов[a] · Денис Аршанов[a] · Россия | 5:28.01    | Германия                      | 5:30.93  | Венгрия                       | 5:31.38  |
| 6000 м в открытой воде      | Алексей Захаров · Украина | 56:53.18   | Мариос Армуцис · Греция       | 56:55.95 | Давид Де Челье · Италия       | 57:07.47 |

### Женщины
| Дисциплина                  | Золото                                | Золото     | Серебро                      | Серебро    | Бронза                                                                              | Бронза   |
| --------------------------- | ------------------------------------- | ---------- | ---------------------------- | ---------- | ----------------------------------------------------------------------------------- | -------- |
| 50 м в ластах               | Паула Агирре · Колумбия               | 17.52      | Грейс Фернандес · Колумбия   | 17.84      | Ким Гаин · Республика Корея                                                         | 18.00    |
| 100 м в ластах              | Екатерина Михайлушкина · Россия       | 38.28 ER   | Паула Агирре · Колумбия      | 38.87      | Грейс Фернандес · Колумбия                                                          | 38.95    |
| 200 м в ластах              | Екатерина Михайлушкина · Россия       | 1:27.39    | Анастасия Антоняк · Украина  | 1:29.91    | Алина Налбандян · Россия                                                            | 1:30.72  |
| 400 м в ластах              | Сунь Итин · Китай                     | 3:12.10 WR | Елена Лопатина · Россия      | 3:12.86 ER | Екатерина Михайлушкина · Россия                                                     | 3:13.14  |
| 800 м в ластах              | Сунь Итин · Китай                     | 6:50.55    | Евгения Олейникова · Украина | 6:58.26    | Чэнь Сыцзя · Китай                                                                  | 6:58.78  |
| 1500 м в ластах             | Терхи Иконен · Финляндия              | 13:20.39   | Евгения Олейникова · Украина | 13:27.62   | Елена Пошарт · Германия                                                             | 13:39.56 |
| 50 м в классических ластах  | Петра Шенански · Венгрия              | 21.13      | Чой Минци · Республика Корея | 21.89      | Им Мин Джи · Республика Корея · Валерия Бодня · Россия                              | 21.93    |
| 100 м в классических ластах | Петра Шенански · Венгрия              | 46.33      | Мария Патласова · Россия     | 47.04      | Виталина Симонова · Россия                                                          | 47.12    |
| 200 м в классических ластах | Мария Патласова · Россия              | 1:43.39    | Виталина Симонова · Россия   | 1:43.90    | Кристина Варга · Венгрия                                                            | 1:44.55  |
| 400 м в классических ластах | Мария Патласова · Россия              | 3:44.92 WR | Кристина Варга · Венгрия     | 3:45.92    | Зузана Храшкова · Словакия                                                          | 1:43.90  |
| ныряние на 50 м             | Шу Чэнцзин · Китай                    | 15.90      | Юн Ми Ли · Республика Корея  | 16.12      | Линь Яки · Китай                                                                    | 16.13    |
| 100 м в акваланге           | Синь Пэйяо · Китай · Линь Яки · Китай | 35.86      | не вручались                 |            | Лидия Стадник · Россия                                                              | 36.58    |
| 400 м в акваланге           | Сунь Итин · Китай                     | 2:59.24    | Чэнь Сыцзя · Китай           | 3:00.33    | Шин Джин Хи · Республика Корея                                                      | 3:03.76  |
| эстафета 4×100 м            | Россия                                | 2:34.75 ER | Китай                        | 2:35.53    | Колумбия                                                                            | 2:40.16  |
| эстафета 4×200 м            | Россия                                | 5:56.85    | Китай                        | 6:08.04    | Елизавета Вакарева · Кристина Мусиенко · Яна Трофимец · Анастасия Антоняк · Украина | 6:10.23  |
| 6 км в открытой воде        | Евгения Козырева · Россия             | 59:00.46   | Анастасия Мулькова · Россия  | 59:03.08   | Анастасия Политоу · Греция                                                          | 59:15.06 |

### Смешанная эстафета
| Дисциплина                                       | Золото           | Золото     | Серебро                                                                           | Серебро    | Бронза  | Бронза     |
| ------------------------------------------------ | ---------------- | ---------- | --------------------------------------------------------------------------------- | ---------- | ------- | ---------- |
| Смешанная эстафета 4×50 м                        | Республика Корея | 1:04.70    | Италия                                                                            | 1:05.54    | Россия  | 1:05.55    |
| Смешанная эстафета 4×100 м в классических ластах | Россия           | 2:58.04 WR | Украина                                                                           | 3:00.62    | Венгрия | 3:03.61    |
| Смешанная эстафета 4×2000 м                      | Украина          | 1:14:38.24 | Алексей Шафигулин · Анастасия Мулькова · Евгения Козырева · Яков Стрюков · Россия | 1:15:03.31 | Италия  | 1:15:11.78 |

## Медальный зачёт
| Место | Страна           | Золото | Серебро | Бронза | Всего |
| ----- | ---------------- | ------ | ------- | ------ | ----- |
| 1     | Россия           | 13     | 12      | 9      | 34    |
| 2     | Китай            | 7      | 3       | 3      | 13    |
| 3     | Украина          | 6      | 5       | 3      | 14    |
| 4     | Венгрия          | 3      | 3       | 3      | 9     |
| 5     | Республика Корея | 2      | 4       | 4      | 10    |
| 6     | Греция           | 2      | 1       | 1      | 4     |
| 7     | Колумбия         | 1      | 2       | 3      | 6     |
| 8     | Беларусь         | 1      | 1       | 1      | 3     |
| 9     | Финляндия        | 1      | 0       | 0      | 1     |
| 10    | Италия           | 0      | 2       | 4      | 6     |
| 11    | Германия         | 0      | 1       | 2      | 3     |
| 12    | Франция          | 0      | 0       | 1      | 1     |
| 12    | Словакия         | 0      | 0       | 1      | 1     |
| 12    | Вьетнам          | 0      | 0       | 1      | 1     |
| Всего | Всего            | 36     | 34      | 36     | 106   |